# Polycentropus fluminensis
Polycentropus fluminensis – gatunek chruścika z rodziny przyocznicowatych i podrodziny Polycentropodinae.
Gatunek ten opisany został po raz pierwszy w 2011 roku przez Stevena W. Hamiltona i Ralpha W. Holzenthala na łamach „ZooKeys”. Jako lokalizację typową wskazano południowe okolice Teresópolis w brazylijskim stanie Rio de Janeiro. Epitet gatunkowy pochodzi od demonimu oznaczającego mieszkańca Rio de Janeiro.
Chruścik o ciemnobrązowym do czarnego ciele i odnóżach. Skrzydło przednie osiąga od 6,5 do 7,5 mm długości. Brak na skrzydle łatek z jaśniejszych szczecinek, dominują delikatne szczecinki czarne. Odwłok samca ma szerokie, prawie trójkątne w widoku bocznym, a w widoku brzusznym nieco trapezowate z bardzo słabo przewężonymi pośrodku bokami oraz lekko wklęśniętym brzegiem tylnym dziewiąte sternum. Długa, trochę dłuższa niż wysokość odwłoka, delikatnie dobrzusznie zakrzywiona, w widoku grzbietowym na niemal całej długości równośrednicowa i tylko u szczytu stopniowo zwężona przysadka pośrednia ma lekko rozszerzoną nasadę. Przysadka preanalna ma krótki, u szczytu zaokrąglony, lekko wierzchołkowo-brzusznie przedłużony wyrostek mezolateralny połączony wąsko podstawą z grzbietową częścią doogonowo skierowanego, palcowatego wyrostka mezowentralnego tejże przysadki. Przysadka dolna jest w widoku brzusznym owalna z wydatnym, zaostrzonym kolcem kaudalnomezalnym, z kolei w widoku bocznym bardzo krótka, owalna, o niskiej, od góry zaokrąglonej flance grzbietowo-bocznej oraz szerokim i nasadowo umieszczonym kolcu mezowentralnym. Przeciętnie krótka fallobaza ma wyrostek wierzchołkowo-brzuszny z jednym wierzchołkiem, wąskie i zakończone młotkowatymi kolcami pasmo zesklerotyzowane endoteki i szeroki w widoku grzbietowym skleryt fallotremy. Y-kształtny skleryt subfalliczny ma nóżkę z szerokimi wypustkami bocznymi i długie ramiona.
Owad neotropikalny, endemiczny dla Brazylii.